# Jüdischer Friedhof (Breitenbach am Herzberg)

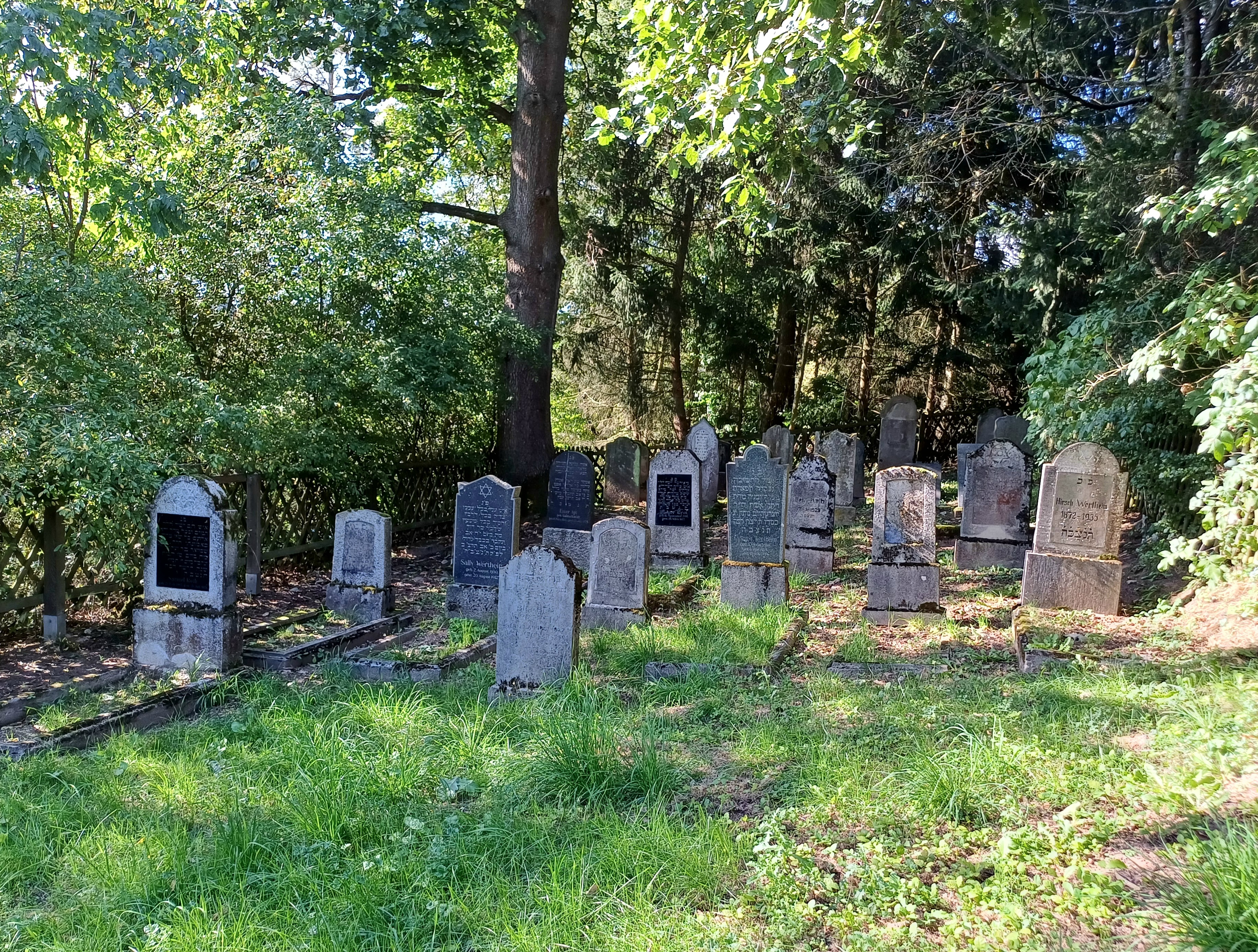
Jüdischer Friedhof in Breitenbach am Herzberg

Der Jüdische Friedhof Breitenbach am Herzberg ist ein Friedhof in der Gemeinde Breitenbach am Herzberg im Landkreis Hersfeld-Rotenburg in Hessen.
Der jüdische Friedhof befindet sich am Ortseingang – von Oberjossa her kommend – unmittelbar unterhalb der Häuser der Straße Am Röteberg.